# 2007년 사세보시 총기 난사 사건
2007년 사세보시 총기 난사 사건은  2007년 12월 14일 일본 나가사키현 사세보시의 스포츠 클럽 르네상스 사세보에서 발생한 총기 난사 사건이다. 스포츠 클럽의 남자 회원이 클럽 시설 내에서 산탄총을 11발 발포하고 남녀 총 2명을 살해, 6명에게 중경상을 입혔다. 이 사건 후, 용의자는 자살하였다.

## 용의자
용의자는 마고메 마사요시(馬込政義, 1970년 - 2007년 12월 14일)다.
마고메는 고등학교를 졸업한 뒤 일정한 직업을 오래 가지지 못하고, 취업 후 3년 이내에 그만 두고 다른 곳에 취업하기를 반복했다. 또 1999년에는 직업훈련을 받아 용접 기술을 배웠으나, 이 역시 직업으로써 활용되지는 않았고, 1995년에는 통신교육을 실시하는 대학교에 입학하여 교육학을 공부하기도 했다.
한편 여러 직업을 전전하고 있었던 것과는 반대로 마고메는 취미에 돈을 아끼지 않아, 5년간에 걸쳐 80만엔 이상을 써서 산탄총과 공기총 등의 총 4자루와 탄환 2000여발을 구입했다. 또 낚시 도구도 즐겨 구입하여, 비교적 고가 브랜드의 물건을 구입했다고 마고메가 단골로 다녔던 낚시용품점 측은 증언하고 있다. 그 외에도 2007년에는 낚시용 보트를 구입하는 등, 취미에 많은 돈을 투입했으나 주위에서는 마고메 본인이 번 돈 외에 부모의 돈이나 빚도 사용되었을 것으로 보고 있다. 또 이러한 마고메의 총기 취미는 이웃 주민들에게 위험하게 비춰져 이웃 주민들이 경찰에 신고하기도 했으나, 경찰은 이에 대해 아무 조치도 취하지 않았다.,

## 총기 난사
2007년 12월, 마고메는 학교 동창으로 알고 지내던 후지모토 유지(藤本勇司, 당시 36)를 비롯한 지인 몇 사람을 스포츠 클럽인 르네상스 사세보점(ルネサンス佐世保, ja)로 오도록 했다.
사건 당일인 12월 14일, 오후 7시 15분경에 얼룩무늬 군복 차림의 마고메가 르네상스 사세보로 산탄총을 들고 들이닥쳤다. 4층 건물의 2층부터 4층까지를 사용하고 있는 클럽 내부에는 당시 종업원 20여명과 손님 50여명 등 70여명이 있었는데, 마고메는 2층 수영장을 중심으로 총을 난사했고, 이를 본 후지모토가 마고메를 제지하려 했으나 다수의 총탄을 맞고 쓰러졌다. 이어 마고메는 달아나는 사람들을 쫓아다니며 총을 쏘다가 도주했다.
이 사건으로 후지모토와, 사세보 르네상스의 아르바이트 종업원인 구라모토 마이(倉本舞衣, 당시 26)등 2명이 숨지고 6명이 부상당했다.

## 사건 이후
다음날인 15일 오전 1시 경에 범행에 사용된 총을 제외한 3자루의 총이 실려 있는 마고메의 승용차가 발견되었고, 이어 오전 7시 경에 시내의 후나고시 성당에서 자살한 마고메의 사체와, 범행에 사용된 산탄총이 발견되었다.,
후나고시 성당의 본당인 가시마에(鹿子前) 성당측에 의하면 마고메는 어렸을 때 후나고시 성당에서 세례를 받았으나, 20세를 전후하여 나오지 않기 시작했다고 한다.
한편 사건의 현장이 되었던 르네상스 사세보는 한 달 뒤인 2008년 1월 15일에 영업을 재개했고, 이어 3월에 나가사키 지검이 본 건을 용의자 사망으로 인한 불기소 처분을 내림으로써 사건은 종결되었다. 또 마고메를 제지하려 했던 후지모토는 의사자로 인정받았다.
또 마고메가 법적으로 허용되는 800발을 넘는 2000여발의 총탄을 가지고 있었던 점 등 법적 규제의 미비함이 지적되었고, 이듬해 발생한 아키하바라 살인 사건의 영향도 있어 법률이 개정되기에 이르렀다.